# Víctor Lemes
Víctor Lemes (Las Palmas de Gran Canaria, abril de 1982) es un músico, cantautor y escritor español, con un estilo que combina el humor y la sátira, en ocasiones, con una vertiente de crítica social.

## Trayectoria
Lemes inició su carrera en 2002, cuando comenzó a darse a conocer en certámenes de cantautores, ganando el primer premio en varios de ellos. En 2010, lanzó su álbum debut Lo siento Freud, que contó con colaboraciones de artistas como Riki López y Boris Larramendi, exmiembro de Habana Abierta. Ya con su primer disco, donde combina distintos estilos musicales como la salsa, el rap, el funky o el jazz, en canciones con letras sarcásticas y humorísticas, Lemes es considerado un digno sucesor del cantautor Javier Krahe, a quien admiraba y de quien actuó de telonero en 2011 en Valladolid.
Continuó su trayectoria con el álbum Caja Negra en 2013, grabado en vivo en el Teatro Guiniguada de Las Palmas. En ese evento, contó con compañeros como Javier Ruibal, Rozalén, Alberto Alcalá y El Kanka. En 2016, publicó su tercer álbum Está feo que yo lo diga en el que sigue mostrando un cuidadoso trabajo en la letra, la rima y los juegos de palabras.
En 2017, Lemes actuó en dos ocasiones en el programa de televisión Late Motiv, presentado por Andreu Buenafuente, donde interpretó sus canciones “Necesito un coach” y “Análisis estructural de una canción comercial”. Al año siguiente, participó en la tercera edición del programa Got Talent en Telecinco donde parodió a los artistas que cantan en playback.
También en 2018, presentó un espectáculo músico teatral llamado Perdona nuestras ofensas donde analizaba la susceptibilidad que existe en la sociedad desde que las redes sociales son un amplificador.
En 2022, Lemes celebró una gira de conciertos a la que llamó 20 años de música. 40 años de vida, y en la que reunió a amigos y colegas en distintas ciudades de España. En Madrid, compartió escenario con artistas como Rozalén, Marwán y Pedro Pastor.
Ese mismo año, Lemes fundó La Chirichota, una agrupación músico-teatral carnavalera con el espectáculo titulado Vuelven los clásicos, en el que músicos como Beethoven, Bach o Mozart han resucitado y se encuentran con el panorama musical actual. A principios de 2024, los vídeos de las canciones del espectáculo se volvieron virales, consiguiendo más de 50 millones de reproducciones en dos semanas.
Además de faceta musical, Lemes tiene un gran interés por la literatura en sus diversas formas. En 2022 escribió su primer libro titulado El corazón es un captcha. Es una colección de relatos que mezclan realidad y ficción, explorando temas como el amor, el humor, el sexo, y las relaciones humanas. Cada historia busca provocar emociones y reflexiones, jugando con la idea de lo humano frente a lo artificial.

## Reconocimientos
Lemes ha sido galardonado con varios premios en certámenes de cantautores a nivel nacional, consolidando su reputación en el ámbito de la música española. Logró este reconocimiento en el «Certamen de cantautores de Elche» en 2008, en 2012 ganó el Primer Premio del Certamen «Abril para vivir» en Granada, y ese mismo año recibió el Premio Groucho 2012 en la Universidad de Las Palmas de Gran Canaria.

## Obra

### Musical
- 2010 – Lo siento Freud.
- 2013 – Caja Negra.
- 2016 – Está feo que yo lo diga.
- 2023 – “Si te pones en mi piel” interpretada por Ana Falcón para la película Érase una vez en Canarias.

### Literaria
- 2022 – El corazón es un captcha. MueveTuLengua. ISBN 978-8417938307